# ارمنستان ۷۸۰

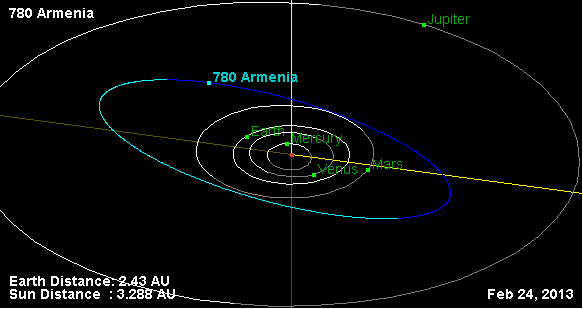
نمایی از محل قرارگیری سیارک ارمنستان ۷۸۰ در مدار – ۲۰۱۳

سیارک ۷۸۰ (به انگلیسی: 780 Armenia، نامگذاری:1914UC) هفتصد و هشتادمین سیارک کشف شده‌است که در ۲۵ ژانویه ۱۹۱۴ و در رصدخانه سایمیز کشف شد.
قدر مطلق سیارک برابر ۹٫۰۰ است.